# إيسياكا أولاوالي
إيسياكا أولاوالي (بالإنجليزية: Isiaka Olawale)‏ (11 نوفمبر 1983 في نيجيريا - ) هو لاعب كرة قدم نيجيري في مركز الوسط. شارك مع منتخب نيجيريا لكرة القدم. أما مع النوادي، فقد لعب مع كوارا يونايتد ولوبي ستارز ونادي دولفينز ووداد تلمسان.

## وصلات خارجية
- هذه المقالة غير مرتبط بويكي بيانات